# Birtschyzi
Birtschyzi (ukrainisch Бірчиці; russisch Бирчицы Birtschizy, polnisch Burczyce, früher Burczyce Stare, deutsch Alt Burschitz) ist ein Dorf in der westukrainischen Oblast Lwiw mit etwa 250 Einwohnern.
Am 12. Juni 2020 wurde die es ein Teil der Stadtgemeinde Nowyj Kalyniw, bis dahin gehörte es mit den Dörfern Nowi Birtschyzi und Kornytschi (Корничі) zur Landratsgemeinde Kornytschi.

## Geschichte
Die Ortschaft gehörte zunächst zur Woiwodschaft Ruthenien der Adelsrepublik Polen-Litauen. Bei der Ersten Teilung Polens kam das Dorf 1772 zum neuen Königreich Galizien und Lodomerien des habsburgischen Kaiserreichs (ab 1804).
Im Jahre 1785 im Zuge der Josephinischen Kolonisation wurden auf dem Grund des Dorfes deutsche Kolonisten lutherischer Konfession angesiedelt. Das Dorf wurde in zwei Gemeinden getrennt: Burczyce Stare (alt, heutige Birtschyzi) und Burczyce Nowe (die Kolonie, heutige Nowi Birtschyzi).
Im Jahre 1900 hatte die Gemeinde Burczyce Stare 56 Häuser mit 360 Einwohnern, davon 270 ruthenischsprachige, 88 deutschsprachige, 2 polnischsprachige, 265 griechisch-katholische, 6 römisch-katholische, 12 Juden, 77 anderen Glaubens.
Nach dem Ende des Polnisch-Ukrainischen Kriegs 1919 kam Birtschyzi zu Polen. Im Jahre 1921 hatte die Gemeinde Burczyce Stare 64 Häuser mit 393 Einwohnern, davon 317 Ruthenen, 76 Polen, 320 griechisch-katholische, 48 evangelische, 25 Juden (Religion).
Im Zweiten Weltkrieg gehörte der Ort zuerst zur Sowjetunion und ab 1941 zum Generalgouvernement, ab 1945 wieder zur Sowjetunion, heute zur Ukraine.